# The Kids from Room 402
The Kids from Room 402 is een Frans-Canadese tekenfilmserie, die oorspronkelijk werd uitgezonden op Fox Family in de Verenigde Staten. De serie bestaat uit twee seizoenen met in totaal 52 afleveringen. De serie was ook jarenlang in nagesynchroniseerde vorm in Nederland te zien op Fox Kids. De serie werd uitgezonden in Nederland op Fox Kids, Jetix, en tussen 2010-2011 op Disney XD, en tussen 2011 en 2012, op Disney Channel.
De televisieserie is gebaseerd op het populaire kinderboek The Kids from Room 402, geschreven door Betty Paraskevas en haar zoon Michael Paraskevas. De tekenfilmreeks werd geproduceerd voor de televisie door Cindy Begel en Lesa Kite, die alle tweeënvijftig afleveringen schreven. In 2005 of 2006 werden drie dvd's uitgebracht bestaande uit elk vier afleveringen met daarop de Nederlandstalige versie.

## Verhaal
De show draait om de leerlingen van Room 402, zoals de titel doet vermoeden (deze is onvertaald gebleven in de Nederlandse versie). Room 402 is een klaslokaal in een basisschool. De lerares, juffrouw Graves, fungeert als de bemiddelaarster en de vrederechter tussen de leerlingen, die het nodige nog moeten leren. Elke show eindigt meestal met een moraal of een les die aansluit op het verhaal.

## Personages
- Nancy Francis – Nancy is het meisje met het rode haar en een paarse bril, en is duidelijk aanwezig in de klas. Ze probeert altijd tussen de populaire meiden te komen, maar dat lukt niet altijd. Verder probeert ze Jesse McCoy altijd uit de problemen te halen, aangezien hij vaak het doelwit is van pesterijen. Nancy is misschien eerlijk, maar wel erg bazig en dat brengt haar meestal in de problemen. Ze probeert altijd bevriend te raken met Penny, maar dit lukt haar nooit en soms belandt ze als 'vriendin' bij Polly McShane, wat ze uiteraard niet leuk vindt. Ze is ook heel slim en haalt vooral tienen. Ze behoort tot de belangrijkste personages.
- Jesse McCoy – Jesse is niet bepaald snugger, en wordt niet zelden gepest (zelfs door zijn beste vriend Vinnie) omdat zijn moeder hem als een baby behandelt. Als hij huiswerk opkrijgt, komt hij er meestal onderuit door te liegen tegen juf Graves, maar wordt meestal gepakt en daarvoor ook gestraft. Jesse is kaal en draagt een oranje sweater met een blauwe spijkerbroek. Hij is een van de belangrijkste personages van de tekenfilm.
- Penny Grant – Penny is een van de rijkste meisjes van school, maar gedraagt zich niet als een snob. Integendeel, ze is het toonbeeld van perfectie en staat bekend als braaf en betrouwbaar. Ze heeft blauwe ogen en blond haar, wat haar nog onschuldiger maakt. Hoewel Penny zelf niet in de gaten lijkt te hebben dat ze als rijk beschouwd wordt probeert Nancy altijd bij haar in de buurt te komen vanwege haar rijkdom, maar ook vanwege haar aantrekkelijke en uitzonderlijk zachtaardige karakter.
- Vinnie Nasta – Vinnie is de pestkop van het stel, draagt altijd een footballshirt en heeft een bruine kuif. Ook hij is niet bepaald een van de slimsten en levert vaak werk in van zijn broer Tony, maar juf Graves heeft ook zijn broer lesgegeven en meestal trapt ze er dus niet in. Vinnie heeft altijd wel eieren of andere middelen bij zich om te gooien. Hij is bevriend met Jesse en samen halen ze kattenkwaad uit, alhoewel Vinnie meestal degene is die het meeste durft.
- Freddie Fay – Freddie is de nerd van het stel, en wordt net zoals Jessie gepest. Hij wil niet bekendstaan als de nerd, maar het imago kan hij niet van zich afschudden, en wordt ook vaak gebruikt als hulpmiddel door de minder intelligente kinderen zoals Vinnie en Jessie. Hij draagt een bril, heeft zwart haar en draagt een geel shirt. Hij is ook de enige die een donkere huidskleur heeft in de klas.
- Polly McShane – Polly, een trotse Litouwse, is een stevige meid en staat berucht als het 'lievelingetje' onder de leraren, iets waar ze maar wat trots op is. Polly is zeer verstandig, draagt een bril, heeft donkerbruin haar en draagt altijd een jurk. Ze is altijd van de regels en wijst de andere leerlingen maar wat graag op overtredingen. Ondanks haar zo goed als perfecte prestaties in de lessen ergeren de meeste leraren zich aan haar praatgrage, kritische en betweterige karakter. Ze probeert vriendinnen te zijn met Nancy, iets wat maar niet lukt, maar waar ze heel ijverig haar best voor doet. Ze heeft een obsessie voor lepels, en bezit dan ook een flinke verzameling. Ook is ze dol op haar geit en de gebruiken van haar moederland Litouwen. Meestal is het te merken wanneer ze er aan komt; ze maakt dan haar bekende 'jo-da-lie-hoe'-geluid.
- Arthur Kenneth Van der Wall – Arthur is een zeer sluwe jongen, die altijd wat probeert te verkopen aan medeleerlingen. Zelfs als ze niets kopen, betalen ze toch aan hem op één of andere manier. Hij doet zich autoritair voor, maar lijdt zelf aan verschillende kwaaltjes waar hij zich diep onzeker over voelt, zoals plasverlegenheid en niet kunnen zwemmen. Hij heeft bruin haar en draagt een net blauw pak, wat suggereert dat hij alles heeft. De kinderen denken dat hij zeer rijk is, of dat hij alles steelt.
- Juffrouw Gracie Graves – Juffrouw Gracie Graves is een zeer goede lerares. Het enige punt is dat ze is opgezadeld met een lastige klas. Ze probeert veel dingen, en houdt van quiz-spelen, maar er gaat geen dag voorbij of er komt een excuus voorbij van Jessie of een van de anderen. Hoewel ze soms haar geduld verliest (meestal door Polly of Jessie), is ze meestal kalm en weet ze de boel te sussen.
- Steve Besser – Meneer Besser is de incompetente directeur van de school. Door zijn niet al te slimme uitspraken en zijn overgewicht is hij regelmatig het doelwit van satire door zijn leerlingen, zowel geschreven op de toiletdeuren als roddels. Zijn onoplettendheid en naïviteit zorgt regelmatig voor hilarische acties.
- Melanie Bellanchough – Ze is een nieuwe leerlinge op de school, en ze is de dochter van juffrouw Bellanchough. Haar ouders zijn gescheiden en ze komt nu wonen bij haar moeder. Melanie is verwend, snauwt haar moeder af (wat haar moeder tot wanhoop drijft), zit het liefst alleen maar te bellen met haar beste vriendin van haar oude school en is eigenlijk saai, maar op één of andere manier wordt ze toch populair. Ze heeft lang blond haar voor haar ogen, heeft een grote neus en haar favoriete quote is: 'dat stinkt'.
- Juffrouw Bellanchough – Juffrouw Bellanchough is een van de andere leraressen op de school. Ze is het tegenovergestelde van juffrouw Graves: ze verliest vaak genoeg haar geduld, is gauw gespannen en weet haar leerlingen niet zoveel bij te brengen als juffrouw Graves, iets waar ze erg jaloers op is. Tot slot brengt haar dochter haar tot wanhoop en ze zit ze vaak overspannen in de lerarenkamer koffie te drinken.
- Zuster Pitts – Zuster Pitts is de schoolzuster. Hoewel ze aardig lijkt, weet ze altijd de stuipen op het lijf te jagen bij zowel de leerlingen als de leraren, door de meest vreselijke verhalen en doemscenario's te vertellen over brandwonden, ongelukken, bacteriën, ziektes en andere gruwelijkheden. Ze woont alleen, samen met haar twee (ogenschijnlijk valse) bloedhonden.
- Sylvia Francis – Sylvia is de moeder van Nancy. Ze ziet er erg jong uit voor haar leeftijd en er wordt regelmatig gezegd dat Nancy en Sylvia zusjes zijn. Ze is constant bezig met mode, make-up en zit vaker bij de kapster dan dat ze boodschappen doet. Ook weet ze mannen snel om haar vingers heen te winden. Hoewel ze relaxed lijkt, is ze nog vrij streng voor haar dochter.
- Gabriëlle – Gabriëlle is een vriendin van Nancy en Jordan. Ze lijken qua innerlijk vrij veel op elkaar, alleen klaagt ze veel en dat botst vaak met de bazige Nancy. Ook Gabriëlle probeert bij de populaire meiden te horen, iets wat haar niet lukt. Gabriëlle heeft donkerbruin haar en donkerbruine ogen.
- Jordan – Jordan is het Chinese meisje, dat echt ongelooflijk rijk is, maar dat absoluut niet wil laten merken. Ze neemt om die reden nooit iemand mee naar huis en draagt simpele kleding, omdat ze niet wil pronken met haar rijkdom. Als Nancy erachter komt dat ze rijk is, pronkt Nancy met haar 'mysterieuze rijke vriendin', iets wat ze niet in dank heeft afgenomen. Hoewel ze door invloed van Gabriëlle veel klaagt, is ze voor iedereen heel aardig (ondanks dat ze soms lijnrecht tegenover Polly gaat, wat betreft discussies over welk land nou beter is: Litouwen of China).
- Sanjai – Sanjai is de Indiase jongen, die altijd in is voor een spelletje. Tot ergernis van hem zijn zijn ouders goed bevriend met de moeder van Polly, waardoor Sanjai gedwongen is om met Polly om te gaan. Hij heeft altijd lekkere Indiase hapjes bij zich, die voor de andere leerlingen meestal te pittig zijn.
- Mevrouw McCoy – Mevrouw McCoy is de moeder van Jessie. Ze is overbezorgd en behandelt haar zoon als een baby. Hoewel ze het goed bedoelt, brengt ze haar zoon maar al te vaak in verlegenheid, iets waar de kinderen maar al te graag gebruik van maken als doel van spot. Ook krijgt ze altijd haar zin van haar man, iets wat Jessie ook niet ten goede komt.
- De kantinejuffrouw – Ze is niet veel te zien, maar ze heeft altijd haar woordje klaar tegen leerlingen die het eten niet lekker vinden. Ze is van de oude leer en duldt geen kritiek over het eten. Gelukkig voor haar weten de meeste leerlingen dat je maar beter niet kan klagen tegen haar, dus heeft ze daar niet veel last van.
- De conciërge – Hij is altijd degene die de troep op moet ruimen die de streken van Vinnie leveren. Hij loopt altijd met een sigaret in zijn mond en neemt het commentaar van meneer Besser met een korreltje zout, maar respecteert juffrouw Graves wel, en doet altijd de dingen die door juffrouw Graves gevraagd worden.
- Coach – Hij weet de kinderen meestal wel te porren voor een spelletje basketbal of een andere sport, ook al hebben sommigen daar geen zin in. Hij krijgt regelmatig commentaar van Polly, die hem de les wil lezen over sporttechnieken of spelregels, met als tegenprestatie dat Polly ballen moet oppompen als straf.

## Engelse stemmen
- Nancy: Mindy Cohn
- Polly: Colleen O'Shaughnessey
- Jesse: Spencer Klein
- Pennie: Tara Strong
- Vinnie: Andrew Lawrence
- Arthur: Chris Marquette
- Juf Graves: April Winchell
- Freddie: Bryton James
- Meneer Besser: Rodger Bumpass
- Zuster Pitts: Lori Alan
- Marie Allen: Colleen O'Shaughnessey
- Charlie: Crystal Scales
- Sanjay: Tara Strong
- Tilly: Tifanie Christun
- Gabrielle: Olivia Hack

## Nederlandse stemmen
- Nancy: Marjolein Algera
- Polly: Hetty Heyting
- Jesse: Christa Lips
- Pennie: Angelique de Boer
- Vinnie: Marcel Maas
- Arthur: Hans Somers
- Juf Graves: Maria Lindes
- Freddie: Sita Manichand
- Meneer Besser: Hans Somers
- Zuster Pitts: Angelique de Boer
- Meneer Jackson: Bart Bosch
- Marie Allen: Sita Manichand

## Uitzendingen in verschillende landen
- In Turkije wordt het uitgezonden onder de titel "402 Numaralı sınıf".
- In Bulgarije, wordt het uitgezonden op Jetix en verscheen eerder op het voormalige Fox Kids op bTV. De titel is letterlijk vertaald: "Децата от стая 402".
- In Georgië werd het uitgezonden op Rustavi 2 onder de titel "ბავშვები 402-ე ოთახიდან".
- In Roemenië wordt het uitgezonden op Jetix en Prima TV, onder de titel Copiii de la 402.
- In Polen wordt het op Jetix uitgezonden onder de titel "Dzieciaki z klasy 402".
- In Rusland wordt het op Jetix uitgezonden onder de titel "Детки из класса 402".
- In Nederland werd het uitgezonden op Jetix, onder dezelfde naam als in het Engels.
- In Israël, werd het uitgezonden op Fox Kids (nu Jetix) onder de naam "כיתה 402" (Kitta 402=Klas 402).